# 平業房
平 業房（たいら の なりふさ）は、平安時代末期の武士。斎院司次官・平盛房の長男。後白河院の近臣。

## 経歴
法住寺殿行われた今様の会に出席するなど、今様を通じて後白河上皇の寵愛を受けるようになったとみられる。
仁安2年（1167年）には衛門尉として建春門院家の侍の中にその名が見え、同年2月には検非違使宣旨を蒙る。仁安4年（1169年）熊野御幸に供奉した
安元元年（1175年）相模守の官職にあったが、自ら造営した浄土寺に後白河法皇と建春門院の御幸を仰いだ。治承元年（1177年）正月に木工頭に任ぜられるが、同年6月に発生した鹿ヶ谷の政変により解官される。この際に多くの院近臣が処分を受けたが、業房だけは後白河法皇の懇願によって平清盛に釈放され、世間に驚きをもって受け取られた
治承3年（1179年）正月に正五位下・左衛門佐に叙任される。しかし、同年11月の治承三年の政変により再び解官され、伊豆国への配流に処されるが、途中で逃亡する。同年12月に清水寺の僧房にて兵衛尉・藤原知綱に捕らえられ、権大納言・平宗盛のもとで拷問を受けた末に殺害された。
業房の死後、妻の栄子は後白河法皇に出仕してその寵愛を受けて覲子内親王（宣陽門院）を生んだことで、異父兄である業成の息子も登用されることになった。
文治2年（1186年）7月に浄土寺付近の堂で供養が行われている。

## 肖像画
神護寺三像などと共に、神護寺が肖像画を所蔵していたと伝わっているが、現存していない。

## 官歴
- 仁安2年（1167年） 正月20日：見左衛門尉[11]。2月24日：検非違使宣旨[7]
- 安元元年（1175年） 8月11日：見相模守[7]
- 安元3年（1177年） 正月8日：木工頭[7]。6月：解官（鹿ケ谷の陰謀）
- 治承3年（1179年） 正月5日：正五位下[12]。正月19日：左衛門佐[12]。11月18日：解官、流罪伊豆国（治承三年の政変）[7]。12月：卒去

## 系譜
『尊卑分脈』による。
- 父：平盛房
- 妻：高階栄子（丹後局）
  - 長男：平業兼
  - 次男：山科教成（1177-1239） - 藤原実教の養子、山科家の祖
  - 女子：藤原範能室
  - 女子：藤原宗隆室
  - 女子：藤原兼光室